# Lignée béringienne ancienne

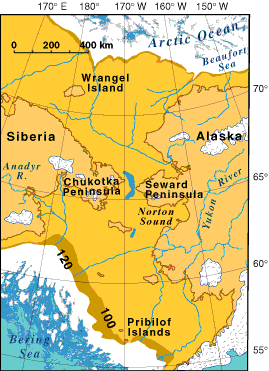
Pont terrestre de la Béringie pendant le Pléistocène supérieur

La lignée béringienne ancienne (notée AB) est une lignée paléogénétique de l'Homme moderne trouvée en Alaska. Elle est notamment basée sur le génome d'un nourrisson découvert sur le site de l'Upward Sun River (en) (noté USR1), daté de 11 500 ans avant le présent (AP). La lignée AB aurait divergé de la lignée paléoindienne (notée ANA) il y a environ 20 000 ans.

## Fossiles humains
L'analyse génétique des restes fossiles de deux nourrissons de sexe féminin (en), trouvés en 2013 sur le site de l'Upward Sun River (USR), en Alaska, a conduit à la découverte d'une ancienne lignée humaine qui n'est plus représentée aujourd'hui. Le site de l'USR se rattache à la culture Denali (en), une culture archéologique de l'Arctique américain.
L'analyse de l'ADN nucléaire de l'aîné des deux enfants (USR1) a été effectuée au Centre de géogénétique (en) du Musée d'histoire naturelle du Danemark de l'université de Copenhague. Les résultats ont été publiés en janvier 2018 dans la revue scientifique Nature. L'étude a comparé le génome du nourrisson à d'autres génomes anciens et contemporains.
Un autre individu fossile daté de 9 500 ans AP, issu des grottes Trail Creek, dans la péninsule de Seward (Alaska), appartient également au lignage des anciens Béringiens. Un troisième individu, daté de 5 600 ans AP et situé sur le site du lac Big Bear, en Colombie-Britannique appartient à un lignage plus récent que les Anciens Béringiens mais qui reste néanmoins antérieur à la divergence des lignages Amérindiens Nord et Sud, qui date d'environ 16 000 ans AP.

## Phylogénie
On pensait jusque là que la lignée paléoindienne, qui a donné les actuels Amérindiens, dérivait de la lignée Proto-Mongoloïde (en) datée de 36 000 ans AP, avec des échanges génétiques jusqu'à environ 25 000 ans AP.
On estime désormais que la lignée des Paléoindiens, ou Anciens Asiatiques du Nord-Est (Ancient Northeast Asian, ANA), s'est formée il y a entre 20 000 et 25 000 ans par un mélange entre la lignée Proto-Mongoloïde (en) (notée PM) et d'Anciens Eurasiens du nord (en) (notés ANE)
L'étude de 2018 a proposé le schéma suivant :
- entre 26 100 et 23 900 ans AP : séparation d'une lignée proto-paléoindienne (future ANA) des populations modernes de l'Asie du Nord-Est ;
- entre 25 000 et 20 000 ans AP : mélange de la lignée proto-paléoindienne (ancestrale de l'ANA) avec l'ANE, formant ainsi la lignée paléoindienne (ANA) ;
- entre 22 000 et 18 100 ans AP : séparation de la lignée Béringienne ancienne (AB) des autres lignées paléoindiennes (ANA sauf AB) ;
- entre 17 500 et 14 600 ans AP : séparation des Paléoindiens en deux lignées, à savoir Amérindienne du Nord (NNA), trouvée principalement au Canada, et Amérindienne du Sud (SNA), trouvée dans le reste du continent.

Ce modèle soutient un premier peuplement de l'Amérique via la Béringie par les Paléoindiens pendant le dernier maximum glaciaire.
La lignée Béringienne ancienne (AB) dérivée de l'ANA a persisté sans mélange significatif en Alaska jusqu'à l'époque de l'USR1, environ 8 000 ans plus tard.

## Alaska et Yukon actuels
La lignée Béringienne ancienne est éteinte et n'a pas contribué significativement aux lignées autochtones actuelles de l'Alaska et du Yukon. L'étude de 2018 suggère que la lignée AB a été remplacée ou absorbée par une rétro-migration de la lignée NNA (Amérindienne du Nord) vers l'Alaska. Les populations athapascanes modernes sont issues d'un mélange de cette rétro-migration NNA et d'une lignée paléosibérienne (en) (Paléo-Inuits anciens (en)) qui remonte à environ 2 500 ans AP.